# Trio Lescano
Il Trio Lescano è stato un gruppo vocale femminile in lingua italiana, composto dal 1936 al 1943 dalle sorelle di origine ungaro-olandese Alessandra Lescano, italianizzazione di Alexandrina Eveline Leschan (L'Aia, 1910 – 1987), Giuditta Lescano, italianizzazione di Judik Leschan (L'Aia, 1913 – 1976), e Caterina Lescano, italianizzazione di Catherine Matje Leschan (L'Aia, 1919 – 1965). Quest'ultima nel 1946 lasciò il gruppo e fu rimpiazzata dalla cantante italiana Maria Bria (Torino, 1925).
Il nome Lescano è l'italianizzazione del cognome delle tre sorelle. Sebbene fossero nate nei Paesi Bassi e parlanti native della lingua olandese, le tre sorelle erano cittadine ungheresi iure sanguinis. Mantennero la cittadinanza ungherese sino alla naturalizzazione italiana, avvenuta nel 1942.

## Storia

### La famiglia
Le tre sorelle Leschan erano figlie di August Alexander (1877-1945), acrobata trapezista ungherese nato nel 1877 a Budapest, e di Eva de Leeuwe (1892-1984), cantante d'operetta, ebrea olandese, nata ad Amsterdam. Molti parenti di Eva erano musicisti: il nonno materno Machiel Vreeland (1838-?), il padre David De Leeuwe (1854-1940), violinista, ed anche tre fratelli, pianisti.
Alexander (sposato in prime nozze nel 1901 con Helena Libot, 1879-1908, acrobata, figlia del proprietario e direttore del Cirque Libot, François Jean Libot, dalla quale ebbe le figlie Marie Françoise, 1898-1987, e Diane, 1901-1995: di cui s’ignorano i rapporti con le sorellastre) contrasse matrimonio con Eva il 7 luglio 1910 ad Amsterdam. Cantante, in quell’epoca anche Eva lavorava negli spettacoli del circo: forse eseguendo arie d’operetta in coppia con la sorella Rebecca nell’intervallo tra i vari numeri.

### Il periodo circense e il debutto nella danza
A causa di un incidente occorsogli durante un numero, Alexander rimase invalido e dovendo lasciare il trapezismo continuò a lavorare nel circo con successo come clown e presentatore. Nel 1924, durante una tournée in Algeria, nacque Alexander jr., l’unico figlio maschio della coppia, il quale tuttavia morì appena nove mesi dopo. Questa disgrazia causò un allontanamento tra i coniugi, o forse contribuì a intensificare i dissapori già presenti tra loro: cosicché nel 1926, mentre Eva e le figlie risultano domiciliate a L’Aja, nulla si sa di Alexander, che l’anno seguente appare tornato in Ungheria.
Nella città olandese, con ogni probabilità, Alexandrina e Judik vennero avviate alla danza studiando nella scuola di Louise Bouwmeester. In alcune interviste rilasciate negli anni Ottanta, Alessandra affermò d’avere studiato danza classica a Parigi (forse presso Vera Trefilova, 1875-1943, maestra della sua amica e collega Riemke van der Voort, 1911-89), e asserì altresì d’essere stata, a sedici anni, «prima ballerina nei teatri dell’opera di Amsterdam, Rotterdam e L’Aja»: ciò che, come altre sue affermazioni in merito e riguardanti anche altri aspetti della loro carriera e della loro vita, alla luce delle informazioni di cui oggi si dispone appare destituito di fondamento.

### Con il Ballet Dickson (1928-1930)
Verso la fine del 1928 Alexandrina e Judik, coi nomi d’arte di Sally e Jetje Sandro (il patronimico artistico del loro padre, come clown, era August Sandro) entrarono a far parte della troupe di danze acrobatiche "Ballet Dickson" di Simon Dekker-Dickson (1892-1945), assieme ad Eva, collaboratrice delle dieci ragazze e aiuto-coreografa.
Mentre la piccola Catharina restò a L'Aia a studiare in collegio, lasciata in custodia presso la zia e madrina Matje II de Leeuwe (1885-1968), Alexandrina, Judik ed Eva seguirono il Ballet Dickson in una tournée in Argentina (aprile-maggio 1929) e quindi in Spagna; le due ragazze si esibirono in coppia, ma più volte Alexandrina con Riemke van der Voort, e Judik da sola.

### The Sunday Girls (1930-1933)
Il 1º agosto 1930, al ristorante Lido nei Jardines del Buen Retiro di Madrid, avvenne il debutto di "The Sundays Girls", un complesso di danze acrobatiche formato da otto ragazze: Sally, Jetje, Riemke, Sjaan Valk, Jopie Hoekman, Greet Schenke, Jopie Hijdewijk ed Engeltje Stobbe (che in casi particolari si allargava a dieci ed anche a dodici elementi), la cui vedette restava la bravissima Jetje-Judik. Benché allora la troupe rientrasse ancora nella compagnia del Gran Ballet Dickson, suo manager era il torinese Enrico Portino (Torino, 1881 - Roma, 1936), ex squadrista e giornalista, nuovo compagno di Eva, che questa aveva conosciuto probabilmente nel marzo 1929, a bordo della motonave “Conte Verde” diretta a Buenos Aires col Ballet Dickson.
"The Sundays Girls" si esibirono dapprima a Madrid e Barcellona, e lasciando i Ballet Dickson verso la primavera del 1931 si associarono alla compagnia di Harry Flemming (1901-?: elegante e avventuroso ballerino nero nato a New York e cresciuto in Germania, uno dei primi a promuovere in Europa il tip-tap e certe danze latino-americane), in una tournée europea attraverso Francia, Germania, Svizzera, Spagna, Portogallo e Paesi Bassi.

### The Sunday Sisters (1933-1935)
Dopo altre esibizioni del gruppo, soprattutto in Spagna, e in genere in associazione con alcune delle principali vedettes locali, alla fine del 1932 la formazione di Eva e Portino partì per una tournée in Medio Oriente, toccando sicuramente l’Egitto. Qui, forse, anche a causa della defezione di alcune danzatrici, essi concepirono l’idea di restringere il complesso alle sole Jetje e Sally, col nuovo nome di The Sunday Sisters; esso fu attivo a partire dalla metà del 1933, anche se è provato che qualche ragazza del vecchio gruppo continuò a esibirsi con loro.
The Sundays Girls si produssero in Siria e nel Libano; nell’autunno-inverno 1933 furono in Grecia, proseguendo la loro tournée in altri paesi d’Europa. Nel 1935, dopo le esibizioni in Polonia, forse anche per le precarie condizioni di salute di Portino, decisero di cessare temporaneamente l’attività e trasferirsi in Italia, a Torino.

### A Torino. L'incontro con Prato e la nascita del Trio (1935-1936)
Giunte a Torino nel 1935, presero inizialmente alloggio con Portino in un appartamento in via Lanfranchi 24 (gli altri tre successivi furono: in piazza Vittorio Veneto 23, presumibilmente dal gennaio 1937, in via degli Artisti 26, dal 26 settembre 1940 circa al 1943, in via Cesare Battisti 3, nella pensione per artisti gestita dalla famiglia Martellacci, stabilmente dal 15 ottobre 1945 al giugno 1948 Alessandra e Giuditta, alla fine del 1952 circa Caterinetta); Eva e le due figlie, consce di non poter più intraprendere faticose tournée, e d’altra parte probabilmente ormai stanche di condurre quel tipo di vita, erano ansiose di tentare nuove vie per esprimersi artisticamente, e nel contempo sbarcare il lunario. Già negli spettacoli delle Sunday Sisters coreografie e numeri di danza erano spesso accompagnati col canto; fu dunque al canto che esse s’indirizzarono («Giunto in Italia, il Duo Lescano si esibì nei tabarin nei suoi numeri di danza» ebbe più tardi a ricordare Riccardo Morbelli).

Le Lescano nel 1942

Decisiva fu, appunto, la conoscenza, presso lo storico negozio di strumenti musicali Chiappo in piazza Vittorio Veneto angolo via Bonafous, del maestro Carlo Alberto Prato (Susa, 1909 - Torino, 1949), uno dei curatori dei programmi musicali della sede torinese dell’EIAR: il quale, udite cantare Alexandrine e Judik, e appreso dell’esistenza d’una terza sorella, Catharina, che studiava e viveva a L’Aja, suggerì ad Eva di portarla a Torino, impegnandosi a impartire alle tre ragazze lezioni di canto; il suo intento era di costituire un trio sull’esempio delle statunitensi Boswell Sisters, che proprio allora, dopo una carriera ultradecennale avevano sciolto il loro complesso artistico. Eva si recò nei Paesi Bassi e tornò con Catharina, la cui voce, dal timbro sopranile, era la più alta e gradevole.
Nonostante i musicisti presenti in famiglia, le sorelle Leschan avevano solo vaghissime cognizioni musicali (a differenza delle Boswell Sisters, che erano delle musiciste fatte e finite) e non sapevano (né mai seppero) leggere la musica sul pentagramma. Dopo qualche mese d’intensissime lezioni (della durata quotidiana di otto-dieci ore, e talvolta anche di più, domeniche incluse, com’è riportato anche da altri testimoni oltre alle dirette interessate), Prato riuscì a produrre il miracolo: individuando di ciascuna la giusta tonalità di voce e insegnando loro il canto armonizzato, al punto tale che - l’affermazione è del maestro Cinico Angelini - esse appresero ad «auto-armonizzarsi», lasciando ammirato per la loro bravura il compositore Pietro Mascagni.

### Il debutto all'EIAR (1936)
Per esibirsi le sorelle Leschan italianizzarono i nomi e il cognome: il loro divenne il "Trio Vocale Sorelle Lescano". Dopo alcune esibizioni pubbliche (la prima avvenne a Trieste e fu seguita da altre a Cortina, Stresa e Sanremo), grazie anche all’interessamento di Riccardo Morbelli, futuro paroliere di tante loro canzoni, il trio esordì nell'ambito delle trasmissioni di musica leggera dell'EIAR programmate da Radio Torino, e venne messo sotto contratto dalla Parlophon, etichetta discografica allora distribuita dalla Cetra.

Il Trio Lescano nel 1938

Il loro primo brano registrato, Guarany Guaranà, fu inciso il 22 febbraio 1936 con l’Orchestra della Canzone dell'EIAR diretta da Cinico Angelini, e pubblicato nel marzo dello stesso anno (GP 91913). Le Lescano incontrarono subito grande favore presso il pubblico: Topolino al mercato (GP 92055), Anna (GP 91976), e il Valzer della fisarmonica (GP 92064) si segnalano come i loro primi successi.
 Quell'anno stesso esse presero parte anche a varie esibizioni pubbliche, e lavorarono nella rivista Basta con le donne; Portino organizzò una loro breve tournée nel nord Italia, col concorso del Quartetto Jazz Prato, di cui allora faceva parte anche Giuseppe Funaro, nonché di un illusionista e un medium; poche settimane dopo, il 28 dicembre, questi però moriva improvvisamente a Roma.

### I primi anni d'oro (1937-1938)

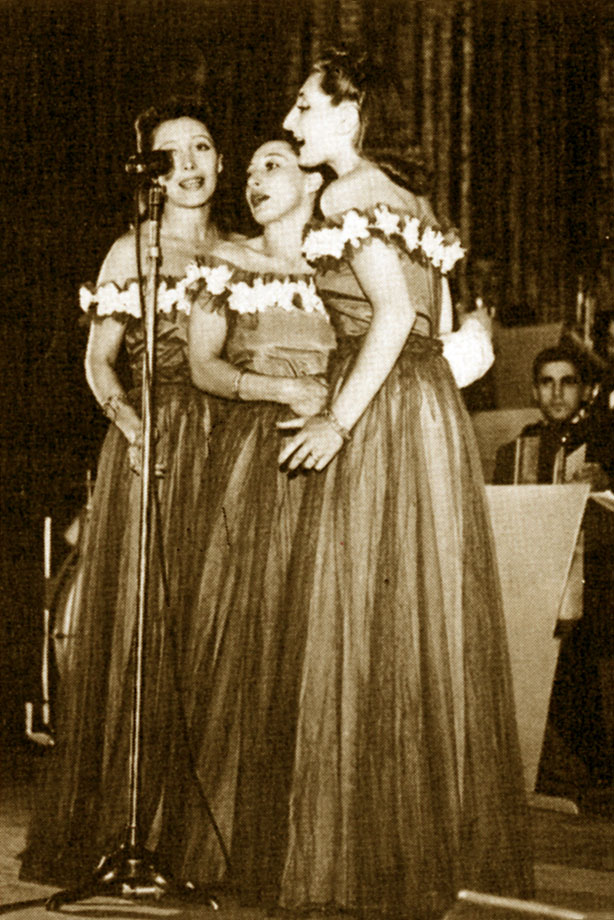
Il Trio Lescano nel 1942

Rimaste prive del loro manager, le Lescano demandarono alla madre il compito d’occuparsi delle questioni amministrative inerenti ai loro incassi, che cominciavano a farsi cospicui. Ormai entrate stabilmente nel gruppo di cantanti dell’Orchestra Cetra diretta da Pippo Barzizza il quale, grandissimo band leader, compositore e arrangiatore, senz’altro la personalità di maggior spicco nell’àmbito della musica leggera italiana d’ispirazione jazzistica della prima metà del Novecento, le diresse nell’esecuzione di centinaia di canzoni, esse conquistarono un'immensa popolarità, al punto da divenire il ‘fiore all’occhiello’ delle trasmissioni di musica leggera dell'EIAR.
Tra i motivi incisi nel 1937, Tulilem blem blu (GP 92174) e Non dimenticar (le mie parole) (GP 92190); nel 1938, Una notte a Madera (GP 92339) e Piccolo chalet (GP 92350), entrambi con Luciana Dolliver, È quel fox-trot (GP 92392), Ma le gambe e Segui il ritmo (GP 92465) e Lo so che non è vero (GP 92495) con Enzo Aita, Ultimissime (GP 92468), Non me ne importa niente e Papà e mammà (quest’ultimo con la prima formazione del Quartetto Cetra; GP 92477), È arrivato l’ambasciatore (GP 92505) e Piccole stelle (GP 92514), entrambi con Nuccia Natali, Uno-due-tre jep (GP 92586), Vado in Cina e torno e col Quartetto Cetra (GP 92633) e La gelosia non è più di moda (GP 92727), Signorina Grandi Firme con Carlo Moreno (IT 553). Entro l’aprile di quest’anno le Lescano inoltre presero parte al film L'argine di Corrado D'Errico, interpretato da Gino Cervi e Luisa Ferida, in una scena in cui, nel ristorante “Il Cigno Nero”, cantano la canzone O luna pallida (GP 9248).
A partire dal 13 luglio e per alcune settimane le ragazze olandesi di sera si esibirono con grande successo al Ristorante Parco del Valentino dirette dall’orchestra di Carlo Zeme, e in settembre parteciparono alla ripresa della rivista Basta con le donne, sempre a Torino al Teatro Chiarella. Il 24 ottobre, al Palazzo della Moda nell'ambito della mostra "Torino e l'Autarchia", furono protagoniste del terzo quadro («Dall’A alla Z, ovvero il Trio Lescano presentato al pubblico» di Nino Guareschi) dello spettacolo Attento ai martelloni, in due tempi e otto quadri, espressamente scritto per la manifestazione da Metz, Mosca, Marchesi, Guareschi e Rossi, Nizza e Morbelli, per la regia di Nunzio Filogamo.

### Radiovisione e rivista (1939)
Nel 1939 le Lescano incisero tra l'altro Oh! Ma-ma! col Quartetto Cetra (GP 92840), Senti l’eco (GP 92864 e GP 93055), e Maramao perché sei morto? con Maria Jottini (IT 616 e IT 624, 50233). Inoltre, con Rabagliati e altri artisti dell’EIAR e del mondo dello spettacolo, presero parte (a Milano, nei giorni 20-26 luglio e 16-24 settembre) alle prime trasmissioni sperimentali di Radiovisione, ai primordi della televisione; ripeterono l’esperimento anche a Roma il 17 dicembre 1941.
Il 9-10 settembre, al Teatro Sociale di Biella, iniziò la tournée della rivista Viva la radio!, il «radio-processo» di Marchesi e Metz diretto registicamente, presentato e interpretato da Nunzio Filogamo, che sulla scena era affiancato dal Trio Lescano, da Alberto Rabagliati, Luisella Broggi, Giacomo e Anita Osella, Ernesto Corsari, Lina Acconci, Baby e Fausto Tommei, Angelo Zanobini, Maria Pia Arcangeli, Giancarla Bizzoni, Ebe De Paulis, Alda Mangini, Marichetta Stoppa, Michele Montanari, Umberto Mozzato e Cesare Carini, col concorso delle due grandi orchestre di Cinico Angelini e Pippo Barzizza; lo spettacolo venne portato a Casale Monferrato, Novara, Alessandria, Pavia, Milano, Como, Bergamo, Brescia, Verona, Vicenza, Padova, Trieste, Fiume, Udine, Treviso, Venezia, Adria, Ferrara, Ravenna, Forlì, Bologna, Pistoia, Prato, Firenze, Pisa, Livorno, Arezzo, Perugia, Foligno, Terni, Roma, Napoli, Bari, Foggia, Pescara, Ancona, Cesena, Modena, Reggio Emilia, Parma, Genova, Chiavari e Torino, dove si concluse il 22 dicembre al Teatro Vittorio Emanuele: in tutto 44 piazze in poco più di tre mesi, e sempre con straordinario successo, tanto che nell’anno successivo il regista Giacomo Gentilomo (con la collaborazione per la sceneggiatura e il montaggio di Fulvio Palmieri), ispirandosi alla rivista-«radio-processo» girò il film-documentario Ecco la radio!, alla quale presero parte diversi cantanti, musicisti e attori, non solo dell’Eiar: Nunzio Filogamo, Pippo Barzizza, Cinico Angelini, Saverio Seracini, Fausto Tommei, Roberto Villa, Loredana, Giovanni Cimara, Pina Gallini, Gilberto Mazzi, Felice Romano, Adele Garavaglia, Nella Maria Bonora, Guido Notari, Otello Boccaccini, Ebe De Paulis, Dea Garbaccio, Alda Mangini, Michele Montanari, Lina Termini, Giacomo Osella, Lina Acconci, Maria Pia Arcangeli, Maria Jottini, Ninì Serena, Maria Luisa Dell’Amore, e naturalmente il Trio Lescano, che in una scena interpretò con brio la canzone Oh! Ma-ma.

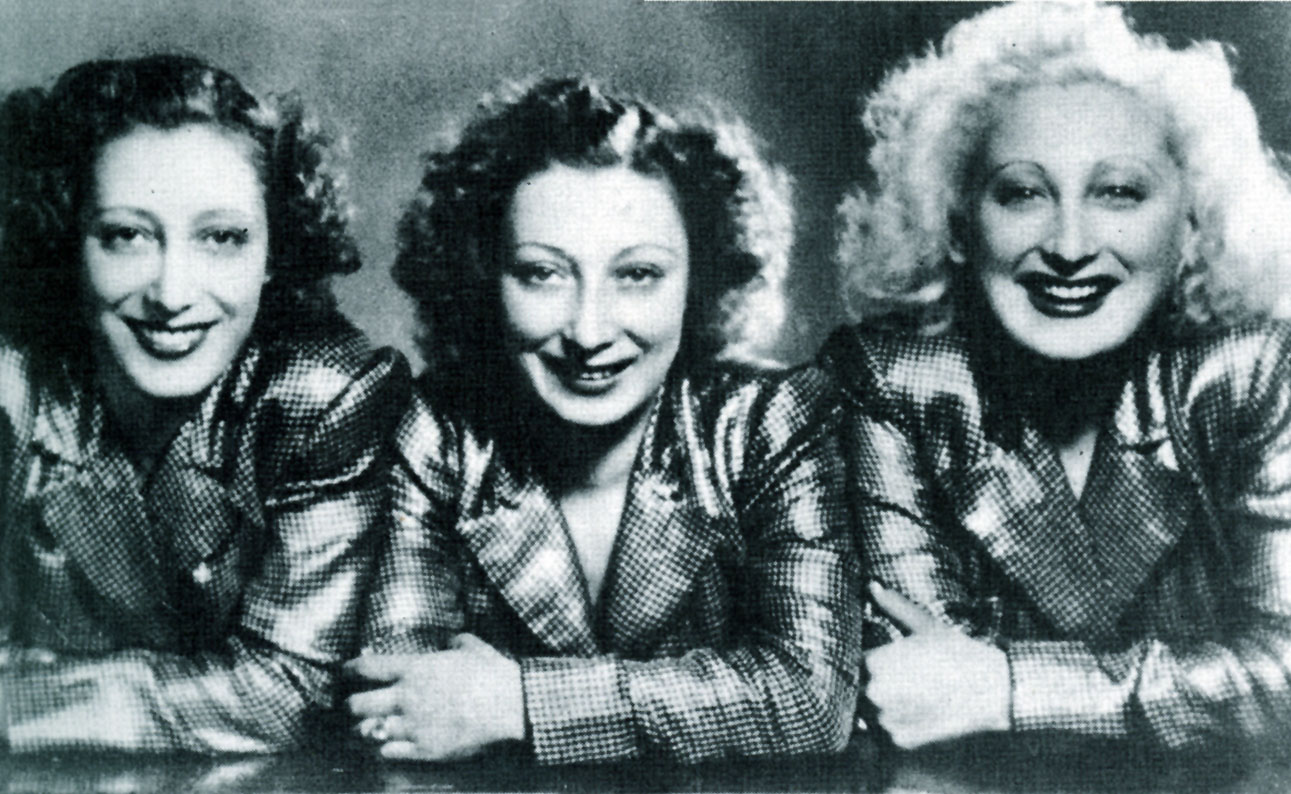
Il Trio Lescano nel 1939

Nel frattempo, in un documento del 15 novembre relativo alla richiesta di cittadinanza italiana avanzata dalle sorelle Leschan-Lescano, e nell’àmbito della complessa procedura di accertamento dei requisiti, il Ministero degli Interni rilasciò una dichiarazione in base alla quale le tre interessate dovevano «considerarsi a tutti gli effetti di legge non appartenenti alla razza ebraica»; le Lescano fecero subito richiesta affinché tale status venisse esteso anche alla madre, che soggiornava in Italia «non per ragioni di lavoro ma per assistere moralmente le scriventi, la più giovane delle quali ha venti anni, e ricevere, a sua volta, morale e materiale assistenza dalle sottoscritte medesime che provvedono, col provento del loro lavoro, al suo sostentamento», richiedendo anche per lei la cittadinanza italiana.

### I primi anni di guerra (1940-1942)
Nel 1940, anno che in giugno vide l’Italia scendere in guerra contro gli Alleati a fianco delle potenze dell’Asse, i maggiori successi delle Lescano furono La da-da e Pippo non lo sa (GP 93093, 154692 e 1546939) e Il pinguino innamorato (GP 93112 e GP 93133, 154728), tutti con Silvana Fioresi, O-oh boom!, con Michele Montanari, Oscar Carboni e Gianni Di Palma (GP 93105, 154726), C’è un’orchestra sincopata (GP 93173, 154858), Arriva Tazio (DD 10020, 154887), Tuli-Tuli-Pan e Ti-Pi-Tin (il secondo con Oscar Carboni e Gianni Di Palma; GP 93080), e Il maestro improvvisa, con Alberto Rabagliati (IT 804, 50600). Il trio partecipò anche, il 9-10 novembre, ad uno spettacolo benefico a favore delle famiglie dei richiamati al teatro Vittorio Emanuele, con l’Orchestra Cetra diretta da Barzizza ed altri cantanti dell’EIAR.

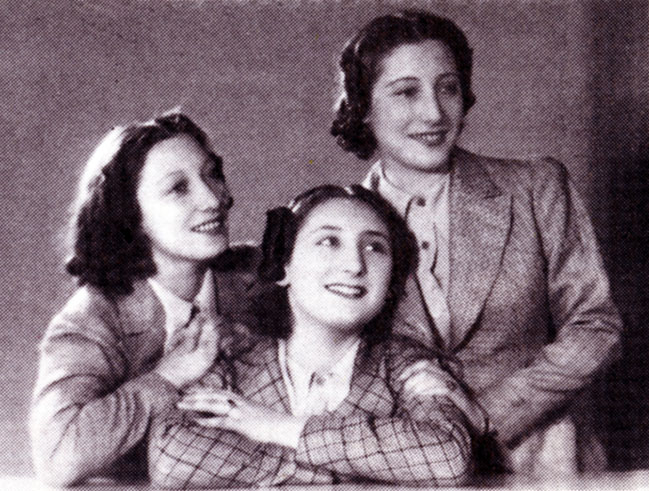
Le Lescano nel 1940

Nel 1941 le Lescano incisero tra l’altro Canzone del boscaiolo con Alberto Rabagliati (DC 4030 e IT 844, 50731), Ritmo della Luisiana (AA 361, 50482), Maria Luisa con Ernesto Bonino (DD 10040, 50866), Firenze con Odoardo Spadaro (DD 10016), Il pesce e l’uccellino con Silvana Fioresi (DD 1070), La famiglia canterina con Ernesto Bonino (DC 4075), mentre come solista Caterinetta tra quest’anno e il successivo incise 11 motivi, tra cui T’amo ancor (DD 10005), Ritmando in sol (DD 10014), Nebbia (DC 4033) e La barca dei sogni (DC 4135, 51650).
Nel corso dell’anno le sorelle parteciparono a varie altre iniziative dell’EIAR per le persone colpite dalla guerra: vedove, orfani, feriti, soldati. Il 2 luglio il direttore generale dell’Eiar, Fulvio Palmieri, indirizzò (su carta intestata dell’Ente) una lettera al prefetto Antonio Le Pera, direttore generale per la Demografia e la Razza del Ministero dell’Interno, caldeggiando la petizione delle Lescano per ottenere la cittadinanza italiana, e specificando a tale proposito come «Le sorelle Lescano non potrebbero però pagare la tassa di concessione governativa di L. 5.000 per ciascuna: esse hanno peraltro un certificato del Municipio di Torino loro residenza, attestante il loro stato di povertà, il quale però non è di povertà assoluta, e cioè di iscrizione nella lista dei poveri, ma è solo ai sensi della legge sul gratuito patrocinio».
Questa dichiarazione, certamente ‘di parte’, suona comunque in stridente contrasto con le notizie che si hanno sul tenore di vita delle Lescano in quegli anni: le quali disponevano di auto con autista (anche se pare che Alessandra avesse conseguito la patente di guida); senza dire delle dichiarazioni (fatte da Alessandra nelle interviste rilasciate negli anni Ottanta e senza dubbio false, o almeno enormemente gonfiate) che vorrebbero in mille lire al giorno il corrispettivo lavorativo del trio, e parlano di un invito a corte da parte di Umberto di Savoia, che avrebbe indirizzato loro cento rose rosse, dell’ammirazione per le Lescano da parte di Mussolini, che quando venne a Torino indirizzò un saluto verso il loro balcone e altre amenità del genere.
Un secondo documento, della Regia Prefettura di Torino, datato 23 settembre, in merito agli accertamenti richiesti per la concessione della cittadinanza italiana alle sorelle Leschan-Lescano, attesta che «le straniere in oggetto [...] sono nubili e risultano di buona condotta morale e politica e di sentimenti favorevoli all’Italia ed al Regime». Peraltro, mentre l’iter per il riconoscimento della cittadinanza italiana si avviava ad una conclusione per loro positiva, in quel periodo non mancarono ottuse critiche ‘autarchiche’ al loro modo di cantare: si veda ad esempio, l’articolo siglato «s. s.» su La Stampa dell’8 novembre 1941, Cronache della Radio: Una legge per le canzoni - È giunta l’ora di smetterla con le svenevolezze e i miagolii - Il ritiro delle canzoni giudicate indegne, il quale nella sua crociata puristica a pro della musica leggera d’impianto tradizionale italiano se la prende con le Lescano, Lucio Ardenzi e Rabagliati richiedendo un’assurda omologazione vocale. L’autore afferma di difendere la canzone italiana, «anche quella che è smiagolata dalle sorelle Lescano (ma perché soffiate le parole contro i denti e non scandite italianamente le sillabe? Si dice «soltanto con me» e non «sottanto con me») o gargarizzata da Ardenzi o sfilacciata da Rabagliati».
In dicembre, le Lescano si esibirono nella rivista Giovanna, dammi la lira! di Giovanni Guareschi e Carlo Manzoni (a Milano, Brescia e in altre città).
Nel 1942 il Trio incise tra l'altro Come l'ombra (DC 4145), Camminando sotto la pioggia (DC 4147), Oi Marì, oi Marì (DC 4154, 51663), Don Pasquà (DC 4136), Accanto al pianoforte (DC 4220, 51671), Povera Titina (IT 1175), Ciribiribin (DC 4154, 51757), nonché la versione in lingua tedesca di sei suoi motivi: Zauberland [Il mio cuore] e Schenk mir dein Foto! [La canzone del boscaiolo] (DD 10102), Küss… küss… küsse mich, meine Mãdchen (Ba ba baciami piccina) e Die Sirenen von Capri [Là nell’isola di Capri] (DD 10103), Oh Marie! Oh Marie! [Oi Marì, oi Marì] e Illusîon (Camminando sotto la pioggia) (DC 4174), Herzklopfen [Batticuore] e Das Geheimnis Meiner Liebe [Un segreto] (DC 4175).

### Problemi per Eva (1942-1943)
Mentre le Lescano proseguivano la loro attività con applauditissime esibizioni in varie città, il 30 marzo, con un decreto regio firmato da Vittorio Emanuele III e controfirmato dall’allora Presidente del Senato Luigi Federzoni, veniva loro concessa la cittadinanza italiana. Quest’atto non riguardava però la loro madre, Eva, la cui posizione iniziava a farsi delicata, essendo di religione ebraica e allora quarantanovenne: giacché proprio a Torino, il 18 maggio, un avviso obbligava gli ebrei tra i 18 e i 55 anni a denunciare le proprie generalità per essere precettati al lavoro. Certo anche per rendere meno preoccupante la sua posizione, il 16 giugno le tre sorelle indirizzarono una lettera al capo del governo e duce del fascismo Benito Mussolini, firmandola in calce: nella quale esse, dopo averlo ringraziato per l’ottenimento della cittadinanza italiana, gli rivolsero la richiesta d’iscrizione al Partito Nazionale Fascista. Intanto, nel Regno dei Paesi Bassi invasi dai nazisti, la situazione dei parenti di Eva si faceva drammatica: il 20 settembre, ad Amsterdam, Aaron de Leeuwe, fratello minore di Eva, si suicidò assieme alla moglie Marianne per evitare la cattura; e l’8 ottobre, nel campo di concentramento di Auschwitz dov’erano stati trasferiti e rinchiusi, morirono la trentanovenne Poulina De Leeuwe, sorellastra di Eva (figlia di seconde nozze del padre David) e suo figlio, l’undicenne Benjamin Overste.
Il 19 ottobre, a Torino, esordì con grande successo al Teatro Alfieri la rivista Sogniamo insieme di Nelli e Mangini, con la compagnia Osiri-Dapporto, di cui fece parte anche il Trio (la prima era stata fissata per il 2 ottobre al Politeama Genovese di Genova, ma rinviata e poi cancellata a causa della «mancata consegna dei materiali e dei costumi»). Il 29 ottobre la richiesta inoltrata dalle Lescano il 16 giugno trovò accoglimento, e le Lescano, ancora inconsapevoli, vennero iscritte alla Federazione torinese del Partito Nazionale Fascista; la lettera in cui verrà loro comunicato sarà inviata soltanto il 7 aprile 1943.

### Il presunto arresto e detenzione (1943)
In una intervista concessa nel 1985, Alessandra (vedova Franceschi) affermò d’aver subìto un arresto da parte della Milizia nell’occasione di un concerto dato nel 1943 nel Teatro Grattacielo nel grattacielo Torre Piacentini a Genova: lei e le sue sorelle sarebbero state condotte nel carcere di Marassi, con l’accusa di spionaggio, dietro una denuncia da parte delle sorelle Codevilla del Trio Capinere, invidiose del loro successo; e sempre a suo dire, esse furono obbligate a fare da interpreti negli interrogatori dei partigiani e degli altri detenuti politici, in ragione della loro conoscenza della lingua tedesca. Tale storia, per la verità, era stata perlomeno ‘annunciata’ dalla stessa (da sempre ‘portavoce’ del Trio, forse per essere la maggiore in età) già in un breve articolo del 21 luglio 1946, apparso a sigla FUL., a titolo Il Trio Lescano al Ragno d’Oro.
Alla veridicità di queste affermazioni si oppone una ricerca storica apparsa nel novembre 2010 sul sito Ricordando il Trio Lescano a firma Virgilio Zanolla: quest’ultimo, confrontando le varie affermazioni rilasciate al riguardo da Alessandra con le cronache genovesi dell’epoca, poté accertare che nel periodo esaminato (non solo nel 1943, ma nell’intero triennio 1941-1943), non si ebbe alcuna notizia di un arresto delle sorelle Lescano. Inoltre, in ciascuna delle numerose occasioni in cui il Trio si esibì nel capoluogo ligure, esso riscosse grandissimo successo, attestato dalle lodi apparse sui giornali. Quella che si ipotizzava come un’invenzione delle sorelle nell’immediato dopoguerra, dovuta al desiderio di sottrarsi a qualsiasi idea di compromesso col regime fascista, si confermò tale nell’aprile 2012, in un’intervista rilasciata allo stesso Zanolla dalla signora Maria Rosaria, sorella di Giulio Epicureo, storico fidanzato di Caterinetta: la donna testimoniò d’avere appreso da Caterinetta di come la storia dell’arresto e della detenzione fosse stata architettata dalle sorelle ampliando a dismisura quella che era stata invece una semplice convocazione al commissariato per rispondere di certi sospetti di fronda, desumibili probabilmente dai testi di certe loro canzoni, con il preciso scopo di far dimenticare i sospetti di connivenza con il fascismo.

Ernesto Bonino, Michele Montanari, Caterina Lescano, Silvana Fioresi, Giuditta e Sandra Lescano, Pippo Barzizza all'EIAR di Torino febbraio 1941

### Gli anni più bui del conflitto (1943-1945)
La sera dell’8 dicembre 1942 la città di Torino subì un durissimo bombardamento aereo da parte delle truppe alleate, durante il quale la sede dell’Eiar (via Giuseppe Verdi 14) venne colpita e pesantemente danneggiata, riportando la perdita di attrezzature e registrazioni. Questa circostanza rese impossibile la prosecuzione dell’attività d’incisione nel capoluogo piemontese e ne conseguì che orchestre e artisti furono costretti a spostarsi in altri luoghi attrezzati (spesso frettolosamente) per la bisogna: chi a Salsomaggiore, chi a Montecatini, chi a Milano, chi a Bologna, chi addirittura a Roma. Le Lescano, anche per via della madre, decisero di non allontanarsi da Torino, dal loro domicilio di via degli Artisti 26, dove vivevano dal 1939 o da poco prima, in un appartamento all’ultimo piano della scala destra, limitrofo a quello occupato dal maestro Prato e dalla consorte Giuseppina. Tuttavia, nel corso dell’anno furono in varie città italiane, esibendosi a Napoli, Milano, Firenze, Genova.
In novembre, nella Torino in mano a nazisti e repubblichini, iniziarono le deportazioni di ebrei e prigionieri politici verso i campi di concentramento e di sterminio; venne deportato anche il maestro Prato, simpatizzante fascista negli anni '30, per essersi rifiutato di giurare fedeltà alla Repubblica di Salò. Le Lescano, o furono avvertite per tempo da qualche amico, o considerarono saggiamente che le persone che finora avevano ‘coperto’ la madre non rivestivano più alcuna carica, e non erano comunque più in grado di garantirle sicurezza; perciò, presumibilmente fin dalla primavera del 1943, Eva lasciò Torino e si rifugiò a Gallenca, frazione di Valperga Canavese, in una piccola abitazione di proprietà della famiglia Rolando: a suggerire loro il paesino furono Annina Boetti e la figlia Angelina che erano state a servizio in casa Lescano; le figlie, impegnate in esibizioni in giro per l’Italia, fecero sapere che la madre era tornata nei Paesi Bassi: ma segretamente si recarono spesso a trovarla, in più di un’occasione fermandosi anche là a dormire.
Verso il dicembre 1943 (fino al 26 novembre il Trio è documentato a Genova) si eclissarono dalla scena pubblica anche le Lescano, per raggiungere la madre. Lasciato il Canavese e determinate a rifugiarsi in Svizzera, Eva e le tre figlie raggiunsero una località nei dintorni di Saint Vincent, sulle montagne della Valle d'Aosta e vicino al confine elvetico. In questa località, in una pensione gestita da Giuseppina Ravizza, trascorsero nel più completo anonimato gli ultimi e più cupi mesi del conflitto.
Il 5 febbraio 1945, a L'Aia, all’età di quasi sessantott’anni moriva Alexander Leschan; è da notare che le figlie, forse vergognandosi di lui per via della professione di clown, già in un’intervista concessa a Marcello Soria per la rivista “Film” del 23 aprile 1938, lo davano deliberatamente per morto («papà era ungherese e la mamma è olandese» dice con ogni probabilità la solita Alessandra); inoltre, nell’intervista a Mazzoletti (1980) Alessandra disse addirittura che la madre era sposata «con un musicista d’origine ungherese»!

### Dopoguerra: l'incontro con le Andrews Sisters (1945)
Nel maggio 1945, non appena la città venne occupata dagli alleati, Eva e le figlie rientrarono a Torino, prendendo domicilio nella pensione per artisti gestita dalla famiglia Martellacci in via Cesare Battisti, 3. Le tre sorelle ripresero a cantare, esibendosi in qualche locale cittadino, e nel mese di luglio si trasferirono a Livorno, chiamate ad esibirsi presso le truppe anglo-americane là di stanza; in tale occasione conobbero e vennero fotografate (altri dicono anche che cantarono assieme) con le Andrews Sisters, il celebre trio vocale femminile che dopo il ritiro delle sorelle Boswell si era imposto sulla scena musicale statunitense. Le sorelle Andrews, giunte a Livorno nell'àmbito del circuito Fox Hole, avevano lanciato alcuni famosi motivi ripresi con altrettanto successo dalle Lescano, a partire da Tulip Time, divenuto come Tuli-Tuli-Pan il ‘marchio di fabbrica’ delle tre olandesi naturalizzate italiane.
Purtroppo, le trasmissioni radiofoniche, che nei tardi anni Trenta e primi Quaranta avevano costituito la spina dorsale della loro popolarità, nel dopoguerra furono loro precluse. Circostanza difficilmente spiegabile col fatto (in verità, più supposto che reale) della identificazione del Trio Lescano col fascismo, dato il caso di altri artisti ben più compromessi di loro (per esempio Oscar Carboni), che dopo un minimo periodo di ‘limbo’ tornarono a cantare in radio. È vero bensì che le loro canzoni vennero ancora trasmesse: ma perché qualcuno tornasse a parlare espressamente di loro, dedicando loro un apposito spazio radiofonico, si dové attendere l’iniziativa dell’amico Riccardo Morbelli, che fece del Trio il soggetto di una puntata di una trasmissione, Incontri musicali, andata in onda sulla stazione della Rete Rossa mercoledì 13 settembre 1950.

### L'abbandono e la sostituzione di Caterinetta (1946)
Innamoratasi del mercante e antiquario cagliaritano Giulio Epicureo, nonché fortemente prevenuta (e, come i fatti dimostrarono, con piena ragione) riguardo alla correttezza del loro nuovo impresario, l’ex attore di rivista Nino Gallizio, allora compagno di Alessandra (la quale tentò di farlo passare per suo marito, pur risultando - a quanto pare - il Gallizio già sposato), nella primavera del 1946 Caterinetta decise di lasciare il Trio; dopo alcuni penosi litigi con minacce di ripercussioni legali, tra lei e il fidanzato da una parte, Eva, Alessandra e Giuditta dall’altra, si addivenne a un accordo, e pur non avendone alcun obbligo, signorilmente l’Epicureo si offrì d’indennizzare economicamente la controparte. Alessandra e Giuditta decisero di sostituire la sorella con la ventunenne torinese Maria Bria, allieva del maestro Piero Pavesio, la cui bella voce di soprano leggero per altezza ed estensione corrispondeva all’incirca a quella di Caterinetta. Giocando sulla scarsa conoscenza fisica che aveva il pubblico della formazione originale, fecero anzi passare Maria per Caterinetta, facendo perfino adattare alla stessa gli abiti di scena della sorella, di lei più alta.

### Il nuovo Trio (1946-1950)
Partito per una tournée italiana, il nuovo Trio si esibì a Genova, Milano, Firenze, Roma (dove il 16 ottobre presenziò alla serata di apertura stagionale del Club “La Conchiglia” e venne fotografato accanto alla giovanissima Silvana Pampanini, fresca Miss Italia ex aequo con Rossana Martini), Napoli, Bari e Barletta, chiudendo l’annata il 31 dicembre con un’esibizione a Lugano. Nel 1947, tra le varie località in cui si esibì, la formazione rinnovata si produsse a Trieste, Gorizia, Viareggio, San Benedetto del Tronto (29 luglio), a Livorno (17 settembre, accanto a Katina Ranieri), ad Abano Terme, ed un paio di settimane a Vienna, accompagnata dall’orchestra del maestro Viktor Schlichter (che avrebbero poi ritrovato a Buenos Aires).
Alla fine di giugno 1948 il nuovo Trio lasciò Torino, e ai primi di luglio, partendo in aereo da Roma, in compagnia di Nino Gallizio, del maestro Mildiego e di alcuni suoi strumentisti, dopo un viaggio avventuroso raggiunse Buenos Aires, per una tournée. Nella capitale argentina, dove si esibì fin da subito con straordinario successo in un programma radiofonico di Radio El Mundo, ritrovò vecchi colleghi e amici come Carboni, Rabagliati e Bonino. In seguito, le tre artiste tennero concerti anche a Rosario, Córdoba, Santa Fe e in qualche altro luogo, e a Natale a Mar del Plata.
Verso la metà del 1949 il nuovo Trio intraprese una tournée in altri paesi del Sudamerica: fu in Bolivia, a La Paz, in Perù a Cuzco e a Lima, in Ecuador a Quito, in Colombia a Bogotá; infine, sul finire dell’estate raggiunse il Venezuela, dove prima di raggiungere Caracas si esibì a Barquisimeto. Nella capitale venezuelana, pochissimo tempo dopo, alla vigilia d’intraprendere una tournée nell’America Centrale il trio si sciolse. Causa di ciò fu la defezione della Bria, la quale, avendo fino ad allora lavorato quasi senza compenso, consigliata da Manuel Beiras (impresario argentino che collaborava con Gallizio e s’incaricava di fissare le piazze, del quale nel frattempo era divenuta compagna e poi la moglie, e dal quale ebbe le figlie Alba, 1950, e Diana, 1952) chiese, per partecipare alla tournée, il riconoscimento di quant’era giusto le venisse versato. Alla sua richiesta Gallizio, Alessandra e Giuditta non vollero piegarsi, e nell’impossibilità di trovare una sostituta la tournée saltò e il Trio concluse la sua attività.

### Dopo la musica
Alessandra e Giuditta restarono a Caracas (e, fino a tutto il 1952, pure la Bria, che poi tornò a Torino con le due figlie), adattandosi a vari lavori per sbarcare il lunario, come commesse in negozi e supermercati. Verso il 1955, concluso il suo rapporto con Gallizio, col quale aveva aperto uno spaccio di bevande, Alessandra intrecciò una relazione con Guido Franceschi, proprietario della pensione Los Pinos di Sabana Grande, nella quale dormiva, e padre di tre figli; il legame si rinsaldò e si fece ufficiale alla morte della moglie di questi, tanto che nel 1963 essi rientrarono in Italia e si stabilìrono a Parma (dove il 17 ottobre 1966 si sposarono nella chiesa di San Lazzaro), e in seguito a Vallecrosia, nell’estremo ponente ligure. Giuditta sposò nel novembre 1955 a Caracas un maturo commerciante di petrolio d’origine canadese, del quale si ignora ancora il nome; in tale occasione Eva, dai Paesi Bassi dove era tornata a trasferirsi verso il 1948, si recò in Venezuela a rivedere le due figlie.
Da quel momento, le notizie su Giuditta si fanno vaghe e imprecise: col marito si trasferì a Maracaibo, o a Puerto Ordaz, o a Puerto La Cruz; pare che, rimasta incinta, abbia perso il figlio che attendeva. Dal 1976 circa Alessandra perse i (peraltro radi) contatti epistolari che aveva con lei; c’è stato chi ha affermato che Giuditta sia morta in un incidente avvenuto in mare, orrendamente straziata dalle eliche di un motoscafo: ma al momento la notizia non ha trovato conferma. Sebbene alcuni siti diano il 2007 come il suo anno di morte, si deve credere che Giuditta abbia cessato di vivere nella seconda metà degli anni settanta. I dubbi sulla sua sorte sollevarono la curiosità del programma Chi l’ha visto? che, andato in onda su Rai 3 la sera del 21 settembre 2009, s’interessò del caso.
Quanto a Caterinetta (la quale occasionalmente riprese a cantare in esibizioni perlopiù estemporanee: come quelle nelle trasmissioni di Radio Cagliari verso il 1947-1948, al Teatro Massimo di Cagliari nel 1948, in alcuni locali di Alassio nelle estati tra il 1951 e il 1954 col complesso di Cosimo Di Ceglie), dopo aver avviato un negozio antiquario con l’Epicureo a Torino in via Maria Vittoria 8, alla fine del 1952 si lasciò sedurre da Duilio D’Agostino, un ventisettenne calabrese che quegli aveva assunto per darle una mano durante le sue assenze; lasciato l’Epicureo, la sua nuova relazione non si rivelò altrettanto felice: al punto che, dopo vari litigi e alcuni gravi sgarbi da parte di lui, dopo un aborto e un tentativo di suicidio da parte di lei, nel marzo-aprile 1955, ceduto il negozio (che a suo tempo l’Epicureo le aveva intestato) ai fratelli D’Agostino, ella si trasferì a Roma, agevolata dall’amica Luciana Della Valle (poi nota quale attrice col nome d’arte di Delia Valle); sperava come cantante di trovare di nuovo spazio alla radio o nella neonata televisione, grazie all’aiuto del vecchio amico Riccardo Morbelli, ma non riuscendo a combinare nulla di serio, nel mese di novembre raggiunse a Caracas le sorelle. Qui nel novembre del 1958 sposò un ingegnere edile italiano di dieci anni più giovane di lei, di cui ad oggi conosciamo soltanto il cognome: Pinto, trasferendosi a vivere a Petare, una località di montagna nelle adiacenze della capitale venezuelana. Dopo un nuovo aborto, per un probabile tumore all’utero, morì a Caracas il 3 ottobre 1965, all’età di quarantasei anni.

### Gli ultimi anni di Alessandra (1976-1987)
Il 16 ottobre 1976, Guido Franceschi morì a Parma. Rimasta vedova, Alessandra si trasferì a Salsomaggiore, in un appartamento messole a disposizione dai figliastri, che gestivano un albergo in Venezuela, a Maracaibo, tuttora di loro proprietà.
Poco tempo dopo fu raggiunta dalla madre, che morì il 2 febbraio 1984, all’età di novantaquattro anni. Qui Alessandra (che l’8 aprile 1979 aveva concesso una breve intervista radiofonica al maestro Carlo Loffredo, durante la trasmissione Toh! Chi si risente) ricevette alcuni giornalisti venuti a intervistarla: Adriano Mazzoletti (aprile 1980), Vito Orlando (agosto 1981), Medardo Vincenzi (febbraio 1985), Natalia Aspesi (ottobre 1985), Luciano Verre (novembre 1985); e ricevette altresì la visita inattesa di Maria Bria col secondo marito Giuseppe Carmeli (agosto o settembre 1986). La Bria, dopo aver lavorato in una scuola del municipio di Torino, nel 1977 andò in pensione: vent’anni dopo, invitata da Paolo Limiti nel suo programma Ci vediamo su Rai 1, rese noto al pubblico italiano d’essere stata la sostituta di Caterinetta nel Trio negli anni 1946-1950. Sofferente di cuore, Alessandra morì il 1º febbraio 1987 all’ospedale di Fidenza dov’era stata ricoverata un paio di settimane prima, all’età di settantasei anni. Riposa accanto alla madre Eva nel cimitero di Salsomaggiore.

## Lo stile
Quando, nel febbraio del 1936, le Lescano esordirono come trio vocale, in Italia, nell'ambito della musica leggera, non si era ancora dato il caso di formazioni canore del genere, neppure in campo maschile. La maggiore novità, tuttavia, era costituita dal loro accento straniero, neppure troppo attenuato: e questa mancata attenuazione, forse, fu una furba intuizione del loro maestro, Carlo Prato. Accento che a tutta prima sconcertò: «Quando facemmo l’audizione all’EIAR, venimmo scartate perché la nostra dizione non era piaciuta ai dirigenti e ci invitarono a riprendere il nostro mestiere di ballerine. Ma poco tempo dopo fummo invitate dalla Cetra per incidere il nostro primo disco». Ricordò Morbelli nel 1949: «Il Trio funzionava bene. Ciò che lasciava a desiderare era la pronunzia, ma ci confortò il pensiero che anche un’attrice russa allora in voga, la Pavlova, era entrata lo stesso nella simpatia del pubblico italiano, malgrado la dizione imperfetta». Avvenne infatti così, anzi: l’accento straniero e le lievi imperfezioni linguistiche divennero il prezioso ‘marchio di fabbrica’ delle Lescano, che gli altri trii vocali italiani non potevano ovviamente vantare. E se ad esso, come abbiamo visto, in quegli anni di "autarchia" anche musicale non mancarono ottuse e nazionalistiche reprimende, chi oggi ascolta Povera Titina, dove le tre olandesi cantano: «Noi cercamo la Titina / la cercamo notte e dì» si limita a sorridere divertito, e forse perfino sottilmente compiaciuto, della loro imprecisione.
Punto di riferimento delle Lescano all’inizio della carriera erano le Boswell Sisters; le tre ragazze americane cresciute ed affermatesi musicalmente a New Orleans, attive con incisioni e trasmissioni radiofoniche dal 1926 al 1935; delle quali ripresero anche un paio di motivi: The Music Goes 'Round and 'Round, divenuta Girotondo della musica (1937; GP 92223) e St. Louis Blues, divenuta Le tristezze di san Luigi (1941; IT 928, poi riedito - probabilmente nel ’42 - come Ritmo della Luisiana, AA 361). La bravura spesso virtuosistica delle Boswell trovò nelle Lescano un’eco ingentilita, attenta e puntuale nei fraseggi ma quand’era il caso non meno scattante; nell’estensione vocale, le Lescano non avevano la duttilità che consentiva alle Boswell di alternarsi nei timbri alti, e d’altronde il loro fraseggio aggraziato permetteva sfumature meno frequenti e molto meno evidenti nei brani delle artiste americane.
Sedicenti "storici della musica" hanno affermato che le Lescano iniziarono la carriera ispirandosi alle Andrews Sisters: ciò che è smentito dai fatti, le Andrews Sisters essendo venute alla ribalta soltanto nel ’38, due anni dopo l’esordio delle Lescano; è vero invece che le ragazze olandesi riproposero alcuni loro successi, con stile però affatto differente: non solo Tulip Time, su musica di María Grever, che come Tuli-Tuli-Pan (GP 93080) nel testo italiano di Riccardo Morbelli, nel 1940 divenne il loro "cavallo di battaglia", anche Ti-Pi-Tin (retro dello stesso disco), Oh! Ma ma! (1939; Oh Ma-ma!; GP 92840), Ciribiribin (’42; DC 4154) ed altri. Ma le Andrews cantarono da sole sia Ti-Pi-Tin che Oh! Ma ma!, le Lescano si accompagnarono rispettivamente con Oscar Carboni e Gianni Di Palma e col Quartetto Cetra; mentre in Ciribiribin sono le Andrews ad accompagnare Bing Crosby, e le Lescano cantano sole. In ogni caso, impostando il loro canto sulla potenza d’emissione, le Andrews erano assai più compatte nella resa corale, e puntando tutto sulla forza propulsiva del loro registro dovevano per forza adagiarsi al tessuto della trama orchestrale, mentre le Lescano, più aggraziate e più libere, interagivano con gli strumenti che di volta in volta si proponevano in singolo, con esiti piacevolissimi che costituiscono la loro più precipua caratteristica: un esempio dei più eloquenti di questi scambi tra voce e strumenti è C’è un’orchestra sincopata; moltissime sono le incisioni col marchio Cetra sotto la direzione del maestro Barzizza, con uno stile basato su raffinati virtuosismi vocali, su armonizzazioni swing e jazz.
Le Boswell registrarono il loro primo disco con la Victor Records il 23 marzo 1925 e l’ultimo con la Decca il 9 giugno 1936; la loro carriera durò quindi esattamente undici anni, due mesi e diciassette giorni, per un totale, pare, di 305 incisioni, con una media annuale di circa 27 registrazioni per anno. Discograficamente, come motivi originali, la carriera delle Andrews si è protratta per diciotto anni: dal 18 marzo 1937 al febbraio 1957: circa 700 - stando ai compilatori del loro sito ufficiale - le canzoni registrate, per una media di circa 30,5 brani all’anno. La carriera discografica delle Lescano - se si presta fede alla segnalazione di Adriano Mazzoletti, che indica nel 22 febbraio 1936 la data di registrazione del loro primo brano, Guarany Guaranà - si è sviluppata nell’arco di sei anni, nove mesi e dieci giorni: possiamo essere così precisi conoscendo il terminus post quem, che è la data dell’8 dicembre 1942, quando un bombardamento aereo danneggiò irreparabilmente gli studi di registrazione dell’EIAR a Torino; in questo periodo, risulta ad oggi che il trio olandese registrò almeno 346 canzoni, circa 49 per anno: quasi, cioè, un motivo a settimana per sei anni: una media stratosferica, che non trova alcun riscontro nei colleghi dell’epoca, e tanto meno di oggi, forse un possibile record mondiale. L’attività delle Lescano fu dunque assai più circoscritta rispetto a quella dei due trii americani, ma comparativamente molto più intensa; e come s’è detto, essa fu più intensa anche di quella di tutti gli altri loro colleghi italiani dell’epoca, solisti e non.
Nelle incisioni eseguite come trio in singolo, rivelando una rara duttilità e a volte alternandosi nel ruolo di soliste (sostituirono Caterinetta sia Alessandra, per esempio in Contemplazione, sia Giuditta, per esempio in Vado in Cina e torno), le Lescano seppero mostrarsi ora tenere e romantiche (O luna pallida, Anna, Bambina innamorata, Senti l’eco, Non dimenticar le mie parole, Come rose), ora spiritose e disinvolte (La gelosia non è più di moda, Don Pasquà, C'è un'orchestra sincopata, Ultimissime, C'è sempre un ma…), evidenziando in varie occasioni la loro perizia nel canto scat (il canto di matrice jazz che alle parole sostituisce sillabe prive di senso o suoni onomatopeici: come in Ba… ba… baciami piccina, Direttissimo, Tulilem Blem Blu’, Uno-due-tre jep, Povera Titina, Ciribiribin, Nord Espresso). Grande interesse (e perciò non minore rimpianto) rivelano alcuni loro risultati dell'ultimo anno, brani di più intima vocalità come Canzone romantica (di Chiocco e Tettoni; IT 1014) e Come l'ombra (di Norlisa e Frati, DC 4145); i quali, fatalisticamente compenetrati, nella semplice e accorata adesione delle voci al tema musicale mostrano, quasi, un’inedita disposizione al "canto dell’anima", facendo ipotizzare l’avvio di un nuovo corso nella loro espressione d’artiste, e sono senz’altro da ritenere tra i loro esiti più personali e persuasivi.
Oltre ai motivi interpretati da sole, nel corso della loro carriera le Lescano accompagnarono sempre cantanti celebri: con le sole significative eccezioni, forse, di Natalino Otto, Carlo Buti e Meme Bianchi; cantarono tra gli altri con Aldo Masseglia (18 motivi, tra cui Al Rosen Bar, Sogno blu, Villanella, Cinquant’anni fa, Gioventù… la tua canzone non può morire), Ernesto Bonino (18, tra cui La famiglia canterina di Bixio e Cherubini, Maria Luisa, Quando passo per la via, Rondinella bruna e Tu sei bella), Dino di Luca (13, tra cui Son tutte belle), Michele Montanari (13), Silvana Fioresi (11, tra cui Pippo non lo sa di Kramer, Il pinguino innamorato di Casiroli, Consiglio e Rastelli, Il pesce e l’uccellino di Kramer e Rastelli), Fausto Tommei (11, tra cui Il solletico), Enzo Aita (9, tra cui Ma le gambe, di Bracchi e D’Anzi, e Segui il ritmo), Alberto Rabagliati (7, tra cui Il maestro improvvisa di D’Anzi-Bracchi e La canzone del boscaiolo), Otello Boccaccini (7, tra cui Rosalpina), il Quartetto Cetra (6, tra cui Papà e mammà e Vado in Cina e torno), Gino Del Signore (6), Vincenzo Capponi (6), Gilberto Mazzi (6), Emilio Livi (6), Giacomo Osella (6), Oscar Carboni (5, tra cui Ti-Pi-Tin e O-oh boom), Gianni Di Palma (5, tra cui Appuntamento con la luna, O-oh boom e Ti-Pi-Tin), Luciana Dolliver (4, tra cui Una notte a Madera), Carlo Moreno (4, tra cui Signorina Grandi Firme), Maria Jottini (4, tra cui Maramao perché sei morto? di Consiglio e Panzeri), Nuccia Natali (4, tra cui È arrivato l’ambasciatore e Piccole stelle), Aldo Donà (3, tra cui Appuntamento con la luna), Dea Garbaccio (2, Piccolo chalet e Danza con me), il Quartetto Jazz Funaro (2, tra cui Tornerai), Lina Termini (2), Odoardo Spadaro (2), Norma Bruni (2). Non è senza significato che alcuni di questi successi (l’esempio più saliente è quello di Maramao perché sei morto?) siano ricordati soprattutto come successi delle Lescano.
Frutto di tali collaborazioni sono alcuni piccoli gioielli, come Il maestro improvvisa con Rabagliati, uno dei migliori risultati da loro conseguito con l’orchestra Barzizza; Ti-Pi-Tin, singolare e riuscitissima simbiosi tra lo stile sincopato e la tradizione stornellesca italiana, rappresentata egregiamente da Carboni e Di Palma; e motivi briosi come Pippo non lo sa, Maramao perché sei morto?, Il solletico (con un eccellente Tommei), Vado in Cina e torno, O-oh boom!, Il pinguino innamorato, Papà e mammà, La famiglia canterina, a volte ricchi di deliziosi nonsense, come Il pesce e l’uccellino.
Nonostante il costante gradimento sempre mostrato da parte del pubblico verso il Trio Lescano, attestato dall’altissima vendita di dischi e dalle definizioni iperboliche di cui all’epoca dei loro successi lo gratificarono i giornali (“Il fenomeno del secolo”, “Le tre Grazie del microfono”, “Le sorelle che realizzano il mistero della Trinità Celeste”), nel dopoguerra esso venne incredibilmente dimenticato dai media; si è detto, oltreché per motivi politici, anche per l’inevitabile mutare del gusto: ma è un fatto che non avvenne altrettanto nei confronti di artisti assai meno aggiornati delle tre olandesi, le quali, benché alfiere del sincopato, seppero esprimersi ad altissimi livelli in tutti i generi di canzoni - swingate, allegre, romantiche, esotiche - e in tutti i ritmi in cui si cimentarono, dal fox-trot allo slow, al valzer, al tango, alla rumba, sfoggiando (quando veniva loro concesso di farlo) un notevole estro jazzistico.

## Le Lescano in televisione
Il 20 marzo 2009 sull’olandese History Channel venne trasmesso il documentario sul Trio Lescano Tulip Time, prodotto nel 2007 nei Paesi Bassi dai registi Marco De Stefanis e Tonino Boniotti, con la sceneggiatura di Carlo Durante; esso pose all’attenzione diversi documenti fino ad allora inediti, provenienti dal fondo che Alessandra Lescano aveva lasciato al giornalista e scrittore Medardo Vincenzi: articoli, fotografie, opuscoli, contratti e altro ancora; inoltre, la testimonianza delle cantanti Maria Bria, Lidia Martorana e Isa Bellini, nonché di Giuseppina Ravizza, che ospitò le Lescano nella sua pensione a Saint-Vincent durante gli anni più bui della guerra. Ma per converso prestò la stura ad alcune notizie sulle protagoniste fortemente dubbie o del tutto destituite di fondamento. Il documentario venne riproposto in tv il 24 marzo dello stesso anno.
Storia e carriera del Trio Lescano nei suoi anni d’oro sono il tema del film per la tv Le ragazze dello swing, trasmesso in due episodi su Rai Uno nel settembre 2010, per la regia di Maurizio Zaccaro, che ne ha scritto anche il soggetto con il giornalista Gabriele Eschenazi, ideatore del progetto; lo stesso Gabriele Eschenazi ha pubblicato la storia del Trio nel libro Le regine dello swing (Torino, Einaudi, 2010), apparso nelle librerie solo un paio di settimane prima della programmazione dello sceneggiato e zeppo d’inesattezze. Nelle parti di Alexandra, Judith e Catharina recitavano le attrici Andrea Osvárt, Lotte Verbeek ed Elise Schaap, in quella di Eva De Leeuwe, Sylvia Kristel. Il film ricostruisce la storia del Trio Lescano in forma romanzata e con solenni imprecisioni nonché veri e propri falsi storici (come il fatto che le Lescano non vollero iscriversi al Partito Nazionale Fascista, quando invece è documentato il contrario; come la storia dell'arresto e detenzione genovese nel carcere di Marassi, mai avvenuta; e come la relazione di Alessandra con un capetto fascista, giacché in quel periodo la stessa era fidanzata con un marinaio morto in guerra).

## Citazioni
Le Lescano citarono più volte se stesse nelle loro canzoni: vedi Tuli-Tuli-Pan, La famiglia canterina, ecc., e furono altresì citate in quelle di altri (Quando la radio di Rabagliati). Occorre inoltre ricordare la simpatica parodia del Trio proposta in tv da Jula De Palma, Mina e Raffaella Carrà in una puntata di Milleluci (1974). Ricordiamo anche una versione (e omaggio) di Tuli-Tuli-Pan da parte di Natalino Otto.
Loro e i motivi che cantavano sono stati citati più volte nell'ambito delle arti, in quanto icona dell'Italia dell'epoca dei telefoni bianchi. Nei fumetti, si è ricordato di loro Hugo Pratt nel suo Gli scorpioni del deserto, nella storia Piccolo chalet (1975), che prende il nome dall'omonima canzone cantata da Luciana Dolliver con l'accompagnamento del Trio. Nel cinema, le voci delle sorelle olandesi si sono ascoltate tra l'altro ne I bambini ci guardano di Vittorio De Sica (1943; la canzone, Maramao perché sei morto?), ne Il conformista di Bernardo Bertolucci (1970; Come l'ombra), e in Scemo di guerra di Dino Risi (1985; ancora Maramao). Inoltre, in Roma di Federico Fellini (1972), nella scena in cui l’attore Alvaro Vitali si esibisce su un palcoscenico, il tendaggio del fondale è costituito da un disegno punteggiato di tondi con ritratti fotografici di artisti dello spettacolo, tra cui si scorge anche quello di Caterinetta Lescano.

## Riconoscimenti
In data 14 ottobre 2016 è stata scoperta una targa dedicata al Trio Lescano e al Maestro Carlo Prato, posta sulla parete di via degli Artisti 26, in zona Vanchiglia a Torino, dove il Trio ha vissuto il periodo di maggior successo.

## Discografia parziale

### 78 giri
- 1936 – Guarany Guaranà/Edera (Parlophon, GP 91913; sul lato B Orchestra Angelini)
- 1936 – Anna/Contemplazione (Parlophon, GP 91976)
- 1936 – Fiore del Tigrai/Bel moretto (Parlophon, GP 91977)
- 1936 – Nostalgia di baci/Festa sull'aia (Parlophon, GP 91995; con Vincenzo Capponi)
- 1936 – La canzone delle mosche/Valzer della fisarmonica (Parlophon, GP 92054)
- 1936 – La canzone delle rane/Topolino al mercato (Parlophon, GP 92055)
- 1937 – Cuori sotto la pioggia/Senza parlare (Parlophon, GP 92088)
- 1937 – Tu che mi fai piangere/Nostalgia (Parlophon, GP 92137; lato A con Emilio Livi, lato B Livi da solo)
- 1937 – Una chitarra e quattro parole d'amore/Sta attenta al tuo cuor Margherita (Parlophon, GP 92138; lato A con Emilio Livi, lato B Livi da solo)
- 1937 – Topino d'oro/Sogno tzigano (Parlophon, GP 92142; lato A con Gino Del Signore, lato B Del Signore da solo)
- 1937 – Io conosco un bar/Piccola Marì (Parlophon, GP 92146)
- 1937 – The General Fast Asleep/Vivere (Parlophon, GP 92147)
- 1937 – Torna piccina/Oh! Questa non si fa (Parlophon, GP 92148; lato B con Giacomo Osella)
- 1937 – Fiore di luna/Lezione di danza (Parlophon, GP 92162; lato A con Gino Del Signore, lato B Del Signore da solo)
- 1937 – Ronda di primavera/Pranzo solo (Parlophon, GP 92163; lato A con Gino Del Signore, lato B Del Signore da solo)
- 1937 – E tu?/Com'è bello far l'amore (Parlophon, GP 92164; lato A con Gino Del Signore, lato B Del Signore con Nina Canonico Artuffo)
- 1937 – Haway/Tu sei la vita mia (Parlophon, GP 92166; lato A con Emilio Livi, lato B Emilio Livi da solo)
- 1937 – Ha gli occhi neri/Luna di miele (Parlophon, GP 92168; con Vincenzo Capponi)
- 1937 – L'isola magica/Valzer di Margherita (Parlophon, GP 92169; lato A con Vincenzo Capponi; lato B Capponi da solo)
- 1937 – Inutilmente, o barone.../Mi chiamo Viscardo (Parlophon, GP 92171; lato A con Nunzio Filogamo; lato B Filogamo da solo)
- 1937 – Direttissimo/C'è un fiore (Parlophon, GP 92173)
- 1937 – Pupa/Tulilem blem blù (Parlophon, GP 92174)
- 1937 – Il tuo sorriso/Quello che tu non sai (Parlophon, GP 92184; lato A con Aldo Masseglia; lato B Masseglia da solo)
- 1937 – Al Rosen bar/Romanzo (Parlophon, GP 92185; lato A con Aldo Masseglia; lato B Masseglia da solo)
- 1937 – Il piccolo generale si è addormentato/Rosso e nero (Parlophon, GP 92186; con Aldo Masseglia)
- 1937 – Tu-Sto bene così/Una ragazza delle Follies-Solo il tuo amore (Parlophon, GP 92187; con Aldo Masseglia)
- 1937 – Lasciati andare/Solchiamo il mare (Parlophon, GP 92188; lato A con Aldo Masseglia; lato B Masseglia da solo)
- 1937 – Sogno blu/Transatlantico (Parlophon, GP 92189; lato B con Aldo Masseglia)
- 1937 – Fascino slow/Non dimenticar le mie parole (Parlophon, GP 92190; con Emilio Livi)
- 1937 – Sonia/No!Io non piango per te (Parlophon, GP 92191; lato A con Emilio Livi; lato B Livi da solo)
- 1937 – Prima che il gallo canti/Sei tu (Parlophon, GP 92193; lato A con Vincenzo Capponi; lato B Capponi da solo)
- 1937 – Cow-boy/L'organetto (Parlophon, GP 92199)
- 1937 – È tanto facile amarti/Crepuscolo (Parlophon, GP 92205; lato A con Harvedo Felicioli; lato B Felicioli da solo)
- 1937 – Tango di Ramona/Prendi il mio cuore (Parlophon, GP 92206; lato A con Harvedo Felicioli; lato B Felicioli da solo)
- 1937 – Il mio amore eri tu/Notte su Miami (Parlophon, GP 92207; lato A con Harvedo Felicioli; lato B Felicioli da solo)
- 1937 – Villanella/Dimmi ancora t'amo (Parlophon, GP 92210; lato A con Aldo Masseglia; lato B Masseglia da solo)
- 1937 – Cinquant'anni fa/Tu che ti chiami amor (Parlophon, GP 92211; lato A con Aldo Masseglia; lato B Masseglia da solo)
- 1937 – Gioventù...la tua canzone non può morire/Bimba non sognar (Parlophon, GP 92212; lato A con Aldo Masseglia; lato B Harvedo Felicioli da solo)
- 1937 – Tu vivi nel mio cuore/Ho il cuore tenero (Parlophon, GP 92220; lato B con Nunzio Filogamo)
- 1937 – Lasciamoci con un sorriso/Tornerai (Parlophon, GP 92317)
- 1937 – Due chitarre/serenità (Parlophon, GP 92320)
- 1937 – La ragazza del giornale/Un anno di baci (Parlophon, GP 92320)
- 1937 – Parole gaie/Signorina vestita di rosa (Parlophon, GP 92324; lato B Dino Di Luca)
- 1937 – Vado in centro/Cammina (Parlophon, GP 92333; lato B Aldo Masseglia e coro)
- 1937 – Ci lasciamo così/Cuore ascolta (Parlophon, GP 92337; lato B Enzo Aita)
- 1937 – Duccy/Malenka (Parlophon, GP 92338; lato A Enzo Aita e Trio Lescano; lato B Enzo Aita)
- 1938 – Una notte a Madera/Tu che sorridi (Parlophon, GP 92339; lato A Luciana Dolliver e Trio Lescano; lato B Luciana Dolliver)
- 1938 – L'ultimo Pierrot/Perché (Parlophon, GP 92340; lato A Luciana Dolliver e Trio Lescano; lato B Luciana Dolliver)
- 1938 – Settembre sotto la pioggia/Parlami d'amor (Parlophon, GP 92341; lato A Luciana Dolliver e Trio Lescano; lato B Luciana Dolliver)
- 1938 – Lo studente di Praga/La tua boccuccia (Parlophon, GP 92342; lato A Aldo Masseglia e Trio Lescano; lato B Aldo Masseglia
- 1938 – Rumba del fuoco/Musica da ballo (Parlophon, GP 92343; lato A Aldo Masseglia e Trio Lescano; lato B Aldo Masseglia

## Canzoni

### Canzoni del Trio Lescano
- A cuore a cuore a bocca a bocca (1938)
- Accanto al pianoforte (1942)
- Addio tulipan (1941-42)
- Anna (1936)
- Arriva Tazio (1939?)
- Batticuore (1941)
- Bel moretto (1936)
- Camminando sotto la pioggia (1942)
- Das Geheimnis meiner liebe (Un segreto) (1942)
- La Canzone delle mosche (1936)
- C'è un'orchestra sincopata (1941)
- Ciribiribin (1942)
- Colei che debbo amare (1938)
- Come l'ombra (1942)
- Contemplazione (1936)
- Danza con me  (1939)
- Dove e quando (1938)
- È quel fox-trot (1938)
- Forse tu (1941?)
- Herzklopfen (=Batticuore) (1942)
- Il mio ritornello (1940)
- Io conosco un bar (1937)
- La Gelosia non è più di moda (1939)
- Non me ne importa niente (1938)
- Oh Ma Mà (1939)
- Oi Marì, oi Marì (1942)
- Piccolo naviglio (1938)
- Senti l'eco (1939)
- Senza parlar (1937)
- Topolino al mercato (1936)
- Tornerai (1937)
- Le Tristezze di San Luigi (1942)
- Tulilem blem blu (1937)
- Tulipan (1940)
- Ultimissime (1938)
- Valzer della fisarmonica (1936)

### Canzoni con accompagnamento del Trio Lescano
- Brilla una stella in cielo (Alberto Rabagliati) (1940)
- C'è una barchetta (Maria Jottini) (1939)
- Cantando sotto la luna (Ernesto Bonino) (1942)
- Canzone del boscaiolo (Alberto Rabagliati) (1941)
- Che cosa importa a te? (Ernesto Bonino) (1942?)
- È arrivato l'ambasciatore (Nuccia Natali) (1938)
- E tu? (Gino Del Signore) (1937)
- La Famiglia canterina (Ernesto Bonino) (1941)
- Fascino slow (Emilio Livi) (1937)
- Firenze sogna (Oscar Carboni) (1939)
- Lasciati andare (Aldo Masseglia) (1937)
- Il Maestro improvvisa (Alberto Rabagliati) (1941)
- Ma le gambe (Enzo Aita) (1938)
- Manilla (Carlo Moreno) (1938)
- Maramao perché sei morto? (Maria Jottini) (1939)
- Non dimenticar le mie parole (Emilio Livi) (1937)
- Papà e mammà (Quartetto Cetra) (1938)
- Piccole stelle (Nuccia Natali) (1938)
- Il pesce e l'uccellino (Silvana Fioresi) (1941-42)
- Il Pinguino innamorato (Silvana Fioresi) (1940)
- Pippo non lo sa (Silvana Fioresi) (1940)
- Questa sera da me (Otello Boccaccini) (1940)
- Restiamo vicini (Silvana Fioresi) (1941)
- Segui il ritmo (Enzo Aita) (1938)
- Senti l'eco (Laura Barbieri) (1939)
- Signorina Grandi Firme (Carlo Moreno) (1938)
- Tango di Ramona (Harvedo Felicioli) (1937)
- Ti pi tin (Gianni Di Palma e Oscar Carboni) (1939)
- Tu che mi fai piangere (Emilio Livi) (1937)
- Ultime foglie (Gianni Di Palma) (1939)
- Una notte a Madera (Luciana Dolliver) (1938)

### Canzoni di Caterinetta Lescano
- Il canto nel bosco (1941)
- La Barca dei sogni (1942)
- Nebbia (1941)
- Nel mio cuor c'è una casetta (1942)
- Nella Gabbia d'or (1942)
- Ritmando in sol (1942)
- Sorge il sol (1942)

## Rivista
- Basta con le donne! (1936) di Bel Ami e Gilbert
- Messaggio d'amore (1936) di Beery col Trio Lescano
- Radiofollie d'autunno (1938) di Nizza e Morbelli, regia di Nunzio Filogamo
- Attenti ai martelloni (1938) di Vittorio Metz, Mosca, Guareschi, Marchesi, Rossi, Nizza e Morbelli; regia di Nunzio Filogamo
- Viva la Radio! (1939) di Vittorio Metz e Marcello Marchesi
- Eccoli come sono! (1941)
- Fantasia musicale (1942)
- Sogniamo insieme (1942) di Nelli e Mario Mangini
- Sognate con me (1943) di Nelli e Mario Mangini

## Filmografia

### Attrici
- L'argine, regia di Corrado D'Errico (1938)
- Ecco la radio!, regia di Giacomo Gentilomo (1940)

### Doppiaggio
- Tre ragazze viennesi, regia di Hubert Marischka e Giuseppe Fatigati (1942) - doppiaggio parti cantate del Trio Capinere

## Varietà radiofonici Eiar
- Wunder Bar, rivista spettacolo di Katscher Farkas Herczec, orchestra Tito Petralia, trio vocale Lescano, trasmessa il 28 maggio 1936
- Canzoni e ritmi, varietà musicale con l'orchestra di Pippo Barzizza e le voci di Maria Jottini, Lina Termini, Gilberto Mazzi e il Trio Lescano, trasmesso il 28 gennaio 1939
- Tre sorelle in gamba, biografia non vera del Trio Lescano, raccontata da Mario Ceirano, trasmessa il 2 aprile 1940

## Varietà radiofonici Rai
- I successi dell'altro ieri, con il Trio Lescano e Gino Del Signore, trasmessa il 20 marzo 1952
- Palcoscenico girevole, programma  con Il Trio Lescano, Ernesto Bonino e Luciana Dolliver, trasmessa il 4 dicembre 1952.
- Quando cantavano Ernesto Bonino e il Trio Lescano, trasmessa il 22 aprile 1958